# Idaea controversata
Idaea controversata là một loài bướm đêm trong họ Geometridae.